# هنري دبليو. غريفيث
هنري دبليو. غريفيث (بالإنجليزية: Henry W. Griffith)‏ هو سياسي أمريكي، ولد في 11 يناير 1897، وتوفي في 21 يوليو 1956. حزبياً، نشط في الحزب الجمهوري. وقد انتخب عضو مجلس ولاية نيويورك.